# Villalobar de Rioja
Villalobar de Rioja är en kommun i Spanien. Den ligger i den autonoma regionen La Rioja i norra delen av landet, 240 km nordost om huvudstaden Madrid. Antalet invånare är 73 (2024).